# Galaxias
Galaxias là một chi cá nước ngọt cỡ nhỏ trong họ Galaxiidae chúng sống ở vùng Nam Bán cầu ở khu vực cận nhiệt đới nhiều loài là loài bản địa của khu vực chúng sinh sống

## Các loài
Những loài sau đây đã được ghi nhận:
- Galaxias anomalus Stokell, 1959 (roundhead galaxias)
- Galaxias argenteus (J. F. Gmelin, 1789) (giant kokopu)
- Galaxias auratus R. M. Johnston, 1883 (golden galaxias)
- Galaxias brevipinnis Günther, 1866 (climbing galaxias, short-fin galaxias, koaro (NZ))
- Galaxias cobitinis McDowall & Waters, 2002 (lowland long-jawed galaxias)
- Galaxias depressiceps McDowall & Wallis, 1996 (flathead galaxias)
- Galaxias divergens Stokell, 1959 (dwarf galaxias)
- Galaxias eldoni McDowall, 1997 (Eldon's galaxias)
- Galaxias fasciatus J. E. Gray, 1842 (banded kokopu)
- Galaxias fontanus Fulton, 1978 (swan galaxias)
- Galaxias globiceps C. H. Eigenmann, 1928
- Galaxias gollumoides McDowall & Chadderton, 1999 (Gollum galaxias)[3]
- Galaxias gracilis McDowall, 1967 (dwarf inanga)
- Galaxias johnstoni E. O. G. Scott, 1936 (Clarence galaxias)
- Galaxias macronasus McDowall & Waters, 2003
- Galaxias maculatus (Jenyns, 1842) (common galaxias, inanga, common jollytail, puyen)
- Galaxias neocaledonicus M. C. W. Weber & de Beaufort, 1913
- Galaxias niger Andrews, 1985 (black galaxias)
- Galaxias occidentalis J. D. Ogilby, 1899 (western galaxias)
- Galaxias olidus Günther, 1866
- Galaxias parvus Frankenberg, 1968 (small Pedder galaxias)
- Galaxias paucispondylus Stokell, 1938 (alpine galaxias)
- Galaxias pedderensis Frankenberg, 1968 (Pedder galaxias)
- Galaxias platei Steindachner, 1898
- Galaxias postvectis F. E. Clarke, 1899 (short-jawed kokopu)
- Galaxias prognathus Stokell, 1940 (long-jawed galaxias)
- Galaxias pullus McDowall, 1997 (dusky galaxias)
- Galaxias rostratus Klunzinger, 1872 (flathead galaxias (Australia), Murray jollytail)
- Galaxias tanycephalus Fulton, 1978 (saddled galaxias)
- Galaxias truttaceus Valenciennes, 1846 (spotted galaxias)
- Galaxias vulgaris Stokell, 1949 (common river galaxias, Canterbury galaxias)
- Galaxias zebratus (Castelnau, 1861) (Cape galaxias)